# Oscylometria
Oscylometria – jedna z niespecyficznych elektrochemicznych metod analitycznych, polega na pośrednim pomiarze admitancji lub impedancji naczynia pomiarowego w zależności od stężenia roztworu. Brak jest reakcji elektrodowych, a elektrody stanowią okładki kondensatora